# Wasilios Skuris
Wasilios Skuris, gr. Βασίλειος Σκουρής (ur. 6 marca 1948 w Salonikach) – grecki prawnik i nauczyciel akademicki, profesor, minister (1989, 1996, 2023), sędzia Trybunału Sprawiedliwości Unii Europejskiej i jego prezes w latach 2003–2015.

## Życiorys
Ukończył prawo na Wolnym Uniwersytecie Berlińskim (1970), doktoryzował się w 1973 z prawa konstytucyjnego i administracyjnego na Uniwersytecie Hamburskim. Pracował jako nauczyciel akademicki na tej uczelni, a także na Uniwersytecie w Bielefeld i Uniwersytecie Arystotelesa w Salonikach; obejmował stanowiska profesorskie. W latach 1983–1987 wchodził w skład kierownictwa Uniwersytetu Kreteńskiego. Był członkiem greckiego komitetu badań naukowych i prezesem krajowego stowarzyszenia prawa europejskiego. W 1989 i 1996 sprawował urząd ministra spraw wewnętrznych. W latach 1997–2005 kierował centrum międzynarodowego i europejskiego prawa gospodarczego w Salonikach (KDEOD).
W 1999 został sędzią Trybunału Sprawiedliwości Unii Europejskiej. W latach 2003–2015 pełnił funkcję prezesa tej instytucji. Powrócił później do działalności dydaktycznej. W 2017 wybrany na przewodniczącego izby orzekającej Komisji Etyki FIFA. W maju 2023 objął stanowisko ministra stanu w technicznym rządzie Joanisa Sarmasa; zajmował je do czerwca tegoż roku.